# 481 f.Kr.

## Händelser

### Efter plats

#### Persiska riket
- Den persiske kungen Xerxes I anländer till Sardis och börjar bygga upp en stor armé och flotta för att invadera Grekland. Egypten bidrar med 481 fartyg.

#### Grekland
- Kongressen i Korinth sammanför, under Spartas överinseende, ett antal grekiska stadsstater. Man enas om att avsluta kriget mellan Aten och Egina, samt diskuterar hotet från perserna. Aten är ovilligt att ställa sig under den spartanske kungen Leonidas befäl, medan båda städerna vägrar Syrakusas tyrann Gelon att få högsta befälet. Under kongressen tvingas också Gelon att dra sig tillbaka, på grund av Karthagos planer på att invadera Sicilien. Themistokles går slutligen med på att Atens flotta skall ställas under spartanskt befäl, för att uppnå enighet bland de grekiska stadsstaterna. Dock är Thebe och Thessalien ovilliga att stödja Aten mot Persiska riket och Kreta väljer att ställa sig neutralt.

#### Kina
- Den kinesiska vår- och höstperioden, som utgör senare delen av Zhoudynastin och som har varat sedan 722 f.Kr., tar slut. Den efterföljs av de stridande staternas period, vilken dock egentligen inte börjar förrän 403 f.Kr., men kommer att vara fram till 221 f.Kr.

## Födda
- Protagoras, grekisik försokratisk filosof (död 420 f.Kr.)

## Avlidna
- Sima Niu, den högste aristokraten bland filosofen Konfucius lärjungar